# M. Ward
Matthew Stephen Ward, conhecido pelo seu nome artístico M. Ward, (Ventura, Califórnia, 4 de outubro de 1973), é um cantor, compositor, produtor musical e guitarrista estadunidense.
Sua música é essencialmente em estilo folk com Influências de outros gêneros como blues, rock, jazz e country alternativo.
Em 2006, Ward formou um duo com a atriz e cantora Zooey Deschanel, denominado She & Him.

## Discografia

### Álbuns de estúdio
- Duet for Guitars No. 2 (1999)
- End of Amnesia (2001)
- Live Music & The Voice of Strangers (2001)
- Transfiguration of Vincent (2003)
- Transistor Radio (2005)
- Post-War (2006)
- Hold Time (2009)
- A Wasteland Companion (2012)
- More Rain (2016)
- What a Wonderful Industry (2018)

### EPs
- Scene from #12 (I Ain't Sleeping) (2002)
- To Go Home (2007)

### She & Him
- Volume One (2008)
- Volume Two (2010)
- A Very She & Him Christmas (2011)
- Volume Three (2013)

### Monsters of Folk
- Monsters of Folk (2009)

### Tired Pony
- The Place We Ran From (2010)